# Fédération internationale des sports pour personnes aveugles
La Fédération internationale des sports pour personnes aveugles (en anglais International Blind Sports Federation, en abrégé IBSA) est une organisation à but non lucratif internationale qui fédère une centaine de fédérations nationales pour le sport à destination des personnes aveugles ou malvoyantes.
L'IBSA est un membre à part entière et fondateur du Comité international paralympique (CIP), l'organe directeur des Jeux paralympiques, et un membre actif et dirigeant du mouvement paralympique.
L'objectif principal de l'IBSA est d'organiser des compétitions sportives et des activités permettant aux sportifs aveugles et malvoyants de concourir dans des conditions égales avec leurs pairs. Les Jeux mondiaux IBSA ou Jeux mondiaux pour les déficients visuels sont organisés tous les quatre ans depuis 1998.

## Sports

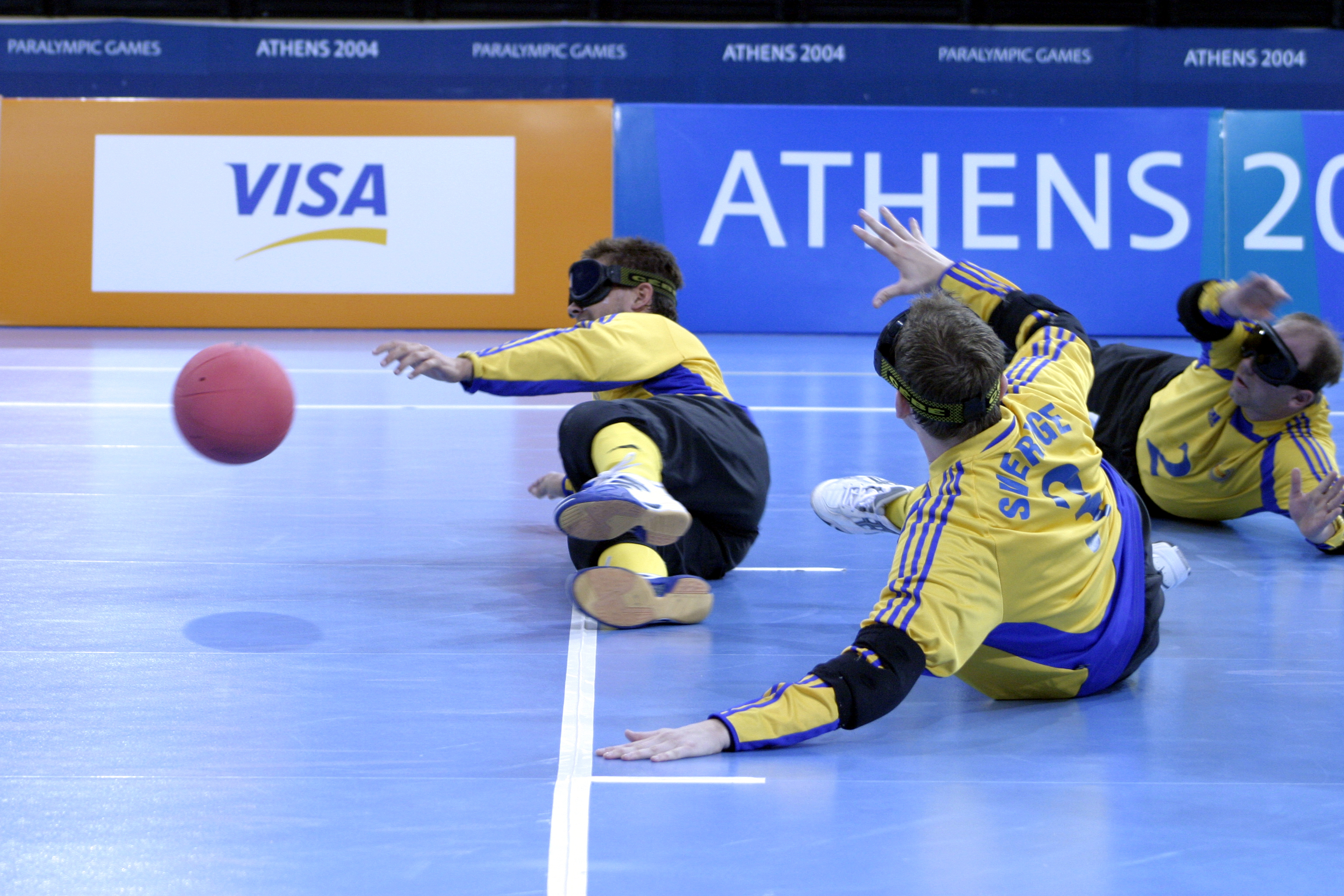
Goalball

L'IBSA est la fédération internationale qui régit la pratique de douze sports adaptés au handicap visuel dont trois disciplines paralympiques :
- Athlétisme
- Bowling (9 quilles et 10 quilles)
- Cécifoot
- Échecs
- Force athlétique
- Goalball
- Judo
- Natation
- Showdown
- Tir sportif
- Torball

## Histoire
La Fédération Internationale des Sports Aveugles a été fondée à Paris en 1981 en tant qu’organisation à but non lucratif. Le congrès fondateur s'est tenu au siège de l'UNESCO en présence de 30 pays. En 1985 s'est tenue à Hurdal en Norvège l'assemblée générale qui a adopté la première constitution.

## Associations membres
Les associations qui sont barrées sont des membres suspendus.
| Afrique | Amériques | Asie/Océanie | Europe |
| --- | --- | --- | --- |
| - Algérie (Fédération Algerienne des Sports pour Handicapés et Inadaptés ) - Angola (Federacao Angolana de Desporto para Deficientes) - Afrique du Sud (South African Sports Association for Physically Disabled) - Cameroun (Cameroonian Sports Federation for the Visually Impaired and the Disabled) - Cap-Vert (Comité Paralympico de Cabo Verde) - République centrafricaine (Central African Republic Sports Association for the Blind and Partially Sighted) - Côte d'Ivoire (Fédération Ivoirienne des Sports pour Malvoyants et Aveugles) - République démocratique du Congo (Congolese Sports Federation for the Visually Impaired) - Égypte (Egyptian Blind Sport Federation) - Ghana (Ghana Blind Sports Association) - Kenya (Kenya Sports Association for the Visually Impaired) - Mali (Comité National Paralympique Mali) - Maurice (Mauritius Visually Impaired Persons Sports Federation) - Maroc (Royal Moroccan Federation of the Blind and Visually Impaired) - Namibie (Namibia National Paralympic Committee) - Niger (Association Nigérienne de Sport pour Aveugles et Malvoyants) - Nigeria (BINA Foundation) - Rwanda (National Blind Sports Association Rwanda) - Sierra Leone (National Paralympic Committee of Sierra Leone) - Tunisie (Fédération Tunisienne des Sports pour Handicapés) - Zimbabwe (Zimbabwe National Paralympic Committee) | - Argentine (Federación Argentina de Deportes para Ciegos) - Aruba (Aruba Blind Sports Association) - Barbade (National United Society of the Blind) - Bolivie (Federación Boliviana de Deportes para Ciego) - Brésil (Brazilian Sports Confederation for the Visually Impaired) - Canada (Canadian Blind Sports Association) - Chili (Federación Deportiva Nacional para Personas co...) - Colombie (Colombian Sports Federation for the Visually Impaired) - Costa Rica (Asociacion deportiva para personas ciegas de Costa Rica...) - Cuba (Cuban Paralympic Committee) - Équateur (Federación Ecuatoriana de Deportes para Personas con Discapacidad Visual) - Salvador (Salvadoran Association for the Blind Sport) - Guatemala (Comité Pro-Ciegos y Sordos de Guatemala) - Honduras (Unión Nacional de Ciegos de Honduras) - Jamaïque (Jamaica Paralympic Association) - Mexique (Federación Mejicana del Deporte para Ciegos y Débiles Visuales) - Nicaragua (ANDECI) - Panama (Asociación Nacional de Deportes para Ciegos) - Paraguay (Paraguayan Paralympic Committee) - Pérou (Asociación Nacional Paralímpica del Perú) - Porto Rico (Federación Puertorriqueña de Deportistas Ciegos) - États-Unis (United States Association for Blind Athletes) - Uruguay (Comité Paralimpico Uruguayo) - Venezuela (Federación Polideportiva de Ciegos de Venezuela) | Asie - Bahreïn (Bahrain Disabled Sports Federation) - Chine (The Chinese Sports Association for the Disabled) - Chinese Taipei (Chinese Taipei Paralympic Committee) - Hong Kong (Hong Kong Paralympic Committee) - Inde (Indian Blind Sports Association) - Indonésie (National Paralympic Committee of Indonesia) - Iran (I.R. Iran Sports Federation for the Blind and Partially Sighted) - Irak (Iraqi National Paralympic Committee) - Japon (Japanese Paralympic Committee) - Jordanie (Sports Federation for the Handicapped) - Kazakhstan (NPC of the Republic of Kazakhstan) - Corée du Sud (Korea Blind Sports Association) - Koweït (Kuwait Paralympic Committee) - Kirghizistan (National Paralympic Committee of the Kyrgyz Republic) - Laos (National Paralympic Committee of Laos) - Liban (Lebanese Paralympic Committee) - Macao (Macau People with Visually Impaired Right Promotion Association) - Malaisie (Malaysian Blind Sports Association) - Mongolie (Mongolian Association of the Blind) - Népal (National Paralympic Committee of Nepal) - Oman (Oman Paralympic Committee) - Pakistan (Pakistan Blind Sports Federation) - Palestine (Palestinian Paralympic Committee) - Philippines (PHILSPADA NPC Philippines) - Qatar (Qatar Paralympic Commitee) - Ouzbékistan (National Paralympic Committee of Uzbekistan) - Arabie saoudite (Paralympic Committee of Saudi Arabia) - Singapour (Singapore Disability Sports Council) - Sri Lanka (Sri Lanka Blind and Para Judo Association) - Tadjikistan (NPC Tajikistan) - Thaïlande (Sports Association for the Blind of Thailand) - Émirats arabes unis (UAE National Paralymic Committee) - Viêt Nam (Vietnam National Paralympic Committee) Océanie - Australie (Blind Sports Australia) | \| - Albanie (Albanian Blind Association) - Andorre (Federació Andorrana d'Esports Adaptats) - Arménie (Armenian Sport Association for Blinds) - Autriche (Österreichischer Behindersportverband) - Azerbaïdjan (National Paralympic Committee of Azerbaijan) - Biélorussie (Belarussian Association of Visually Handicapped) - Belgique (Belgian Paralympic Committee) - Bulgarie (Bulgarian Sports Federation for the Visually Impaired) - Croatie (Croatian Blind Sports Association) - Chypre (Pancyprian Organisation of the Blind) - République tchèque (Czech Blind Sportsmen Association) - Danemark (Parasport Danmark) - Estonie (Estonian Blind Sports Union) - Îles Féroé (Faroese Sport Organisation for Disabled) - Finlande (Finnish Sports Association of Persons with Disabilities) - France (Fédération française handisport) - Géorgie (Georgian Paralympic Committee) - Allemagne (German Sports Federation for the Disabled) - Grande-Bretagne (British Blind Sport) - Grèce (Hellenic Sports Federation for Persons with Disabilities) - Hongrie (Hungarian Paralympic Committee) - Islande (Icelandic Sports Association for the Disabled) - Irlande (Vision Sports Ireland) \| - Israël (Israel Sports Association for the Disabled) - Italie (Italian Paralympic Federation for the Visually Impaired) - Lettonie (Latvian Blind Sports Union) - Lituanie (Lithuanian Blind Sports Federation) - Malte (Malta Sport for All) - Moldavie (Moldova Blind Sports Federation) - Monténégro (National Paralympic Committee of Montenegro) - Norvège (Norges Idrettsforbund) - Pays-Bas (Gehandicaptensport Nederland) - Pologne (START - Polish Sports Association for the Disabled) - Portugal ( Federação Portuguesa de Desporto para Pessoas com Deficiência) - Roumanie (National Paralympic Committee of Romania) - Russie (All Russia Association of the Blind) - Serbie (National Paralympic Committee of Serbia) - Slovaquie (Slovak Association of Visually Impaired Athletes) - Slovénie (Sports Federation for the Disabled of Slovenia) - Espagne (Federación Española de Deportes para Ciegos) - Suède ( Swedish Sports Organization for Disabled ) - Suisse (Plusport Sport Handicap Suisse) - Turquie (Turkish Blind Sports Federation) - Ukraine (Sport Federation of Blind of Ukraine) \| |
| - Albanie (Albanian Blind Association) - Andorre (Federació Andorrana d'Esports Adaptats) - Arménie (Armenian Sport Association for Blinds) - Autriche (Österreichischer Behindersportverband) - Azerbaïdjan (National Paralympic Committee of Azerbaijan) - Biélorussie (Belarussian Association of Visually Handicapped) - Belgique (Belgian Paralympic Committee) - Bulgarie (Bulgarian Sports Federation for the Visually Impaired) - Croatie (Croatian Blind Sports Association) - Chypre (Pancyprian Organisation of the Blind) - République tchèque (Czech Blind Sportsmen Association) - Danemark (Parasport Danmark) - Estonie (Estonian Blind Sports Union) - Îles Féroé (Faroese Sport Organisation for Disabled) - Finlande (Finnish Sports Association of Persons with Disabilities) - France (Fédération française handisport) - Géorgie (Georgian Paralympic Committee) - Allemagne (German Sports Federation for the Disabled) - Grande-Bretagne (British Blind Sport) - Grèce (Hellenic Sports Federation for Persons with Disabilities) - Hongrie (Hungarian Paralympic Committee) - Islande (Icelandic Sports Association for the Disabled) - Irlande (Vision Sports Ireland) | - Israël (Israel Sports Association for the Disabled) - Italie (Italian Paralympic Federation for the Visually Impaired) - Lettonie (Latvian Blind Sports Union) - Lituanie (Lithuanian Blind Sports Federation) - Malte (Malta Sport for All) - Moldavie (Moldova Blind Sports Federation) - Monténégro (National Paralympic Committee of Montenegro) - Norvège (Norges Idrettsforbund) - Pays-Bas (Gehandicaptensport Nederland) - Pologne (START - Polish Sports Association for the Disabled) - Portugal ( Federação Portuguesa de Desporto para Pessoas com Deficiência) - Roumanie (National Paralympic Committee of Romania) - Russie (All Russia Association of the Blind) - Serbie (National Paralympic Committee of Serbia) - Slovaquie (Slovak Association of Visually Impaired Athletes) - Slovénie (Sports Federation for the Disabled of Slovenia) - Espagne (Federación Española de Deportes para Ciegos) - Suède ( Swedish Sports Organization for Disabled ) - Suisse (Plusport Sport Handicap Suisse) - Turquie (Turkish Blind Sports Federation) - Ukraine (Sport Federation of Blind of Ukraine) | | |

## Jeux mondiaux IBSA
| Edition | Année | Hôte               | Date              |
| ------- | ----- | ------------------ | ----------------- |
| I       | 1998  | Spain, Madrid      | 18-26 juillet     |
| II      | 2003  | Canada, Quebec     | 5-10 août         |
| III     | 2007  | Brazil, São Paulo  | 28 juillet-8 août |
| IV      | 2011  | Turkey, Antalya    | 1-10 avril        |
| V       | 2015  | South Korea, Seoul | 8-18 mai          |
| VI      | 2019  | annulé             | annulé            |